# Icesave
Icesave era un banc d'estalvis online propietat del banc islandès Landsbanki, que operava al Regne Unit i als Països Baixos.
Arran de la crisi financera internacional de la dècada del 2000, el banc va quedar sota administració judicial per l'autoritat de supervisió financera islandesa (FME), el 7 d'octubre de 2008. Com a resultat, més de 400.000 clients del Regne Unit i els Països Baixos no podien accedir als seus diners, ocasionant un conflicte diplomàtic entre Islàndia i aquests dos països.